# OVD-인포
OVD-인포(OVD-Info, 러시아어: ОВД-Инфо)는 정치적 박해에 맞서기 위한 독립적인 러시아의 인권 미디어 프로젝트이다. 주요 초점은 집회의 자유이다. OVD-Info는 러시아에서 가장 큰 인권 비정부기구 중 하나이다.

## 역사
OVD-Info는 2011년 12월 모스크바 언론인 그리고리 오호틴과 프로그래머 다니일 베일린손이 설립했다. 이들은 2011년 12월 5일 민주화 시위 참가자들의 대규모 체포를 목격했다. 오호틴과 베일린손은 체포된 사람들의 총수와 이름을 페이스북에 게시했다. 이 게시물은 입소문이 났고, 그들의 작업에 대한 수요를 보고 오호틴과 베일린손은 12월 10일 모스크바 볼로트나야 광장에서 열릴 집회 전날 OVD-Info 웹사이트를 개설했다.
프로젝트의 이름은 러시아어로 경찰서를 자주 부르는 약어인 내무부(러시아어: Отдел Внутренних Дел)에서 따왔다. 따라서 "OVD-Info"는 "경찰에 대한 정보"를 의미한다.
2013년 2월 1일부터 프로젝트의 주요 파트너는 노벨상을 수상한 메모리알 인권 센터이다. 2013년, Prosecutor's Office of the Russian Federation는 검찰이 당파적이라고 간주한 OVD-Info를 지원하기 위해 해외에서 자금을 받으므로 메모리알에게 외국 대리인으로 등록하도록 요구했다. 검찰에 따르면 OVD-Info의 정치적 박해에 대한 일부 데이터는 객관적이지 않다. OVD-Info는 자신들이 당파적이지 않다고 말한다.
2021년 9월 29일 러시아 법무부는 OVD-Info를 "외국 대리인"으로 지정했다. 이 결정은 정치적 동기에 따른 것이며 반대 의견을 억압하려는 의도라고 비판받았다.
2021년 12월 25일 러시아 통신 정보 기술 대중매체 감독 연방 서비스 (로스콤나드조르)는 법원 판결에 따라 OVD-Info 웹사이트를 차단했다. OVD-Info 관계자는 정부로부터 어떠한 통지도 받지 못했으며 차단 이유를 알지 못한다고 말했다.
2022년 러시아의 우크라이나 침공 이후, OVD-Info는 반전 시위자들을 돕기 위해 임무를 확대했다. 러시아의 비폭력 반전 저항을 광범위하게 다루고 반전 운동가들에게 법률 지원을 제공했다.

## 서비스

### 모니터링
OVD-Info는 정치적 동기에 따른 박해와 러시아 경찰의 권한 남용 사례를 모니터링한다. OVD-Info는 요약본과 피해자들의 증언 형태로 정보를 발행한다.

### 법률 지원
이 프로젝트는 상담 및 24/7 핫라인 (핫라인을 통해 프로젝트는 대부분의 정보를 수신하여 게시물에 게시한다), 구금 시설 방문 변호사, 법원에서의 법률 방어 (최대 유럽인권법원에 이의 제기) 형태로 법률 지원을 제공한다.

### 뉴스레터
OVD-Info는 러시아의 인권 탄압과 활동가들의 투쟁을 모니터링하고 설명하는 주간 영문 뉴스레터를 발행했다. OVD-Info의 데이터 부서는 전문가들을 위한 뉴스레터를 발행한다.

### 정보 제공
이 프로젝트는 러시아 정치범에 대한 폭력 사건을 모니터링한다. 웹사이트는 또한 러시아의 정치적 박해에 대한 보고서와 영어 뉴스레터를 포함한 메일링 리스트를 유지한다.
OVD-Info는 구금자 명단을 발행한다. 2018년에 이 프로젝트는 경찰서에서 660명, 행정 사건에서 약 200명, 형사 사건에서 32명을 도왔다.
이 프로젝트는 많은 러시아 시위를 다뤘다. 예를 들어, OVD-Info는 2017년 3월 반부패 시위에서의 체포에 대한 상세한 통계를 발표했고, 2018년 연금 수령 연령 인상 반대 시위에 대해서도 보도했다. 2019년 6월, 이 프로젝트는 언론인 이반 골루노프 사건에 대한 대중의 관심을 끄는 데 중요한 역할을 했다. 동시에 이 프로젝트 자체도 더 널리 알려지게 되었다. 2019년 6월 12일, OVD-Info는 하루 만에 월평균 기부금을 받았다. 2021년 OVD-Info는 친-나발니 시위에 대한 탄압을 다루었고, 나중에 이에 대한 영화를 개봉했다. 우크라이나 침공 전면화 이후, 그들은 러시아 반전 운동에 대한 지속적인 탄압을 다루고 있다.

### 연구
OVD-Info는 언론, 학계 및 싱크탱크와 협력하여 데이터와 전문 지식을 제공한다. OVD-Info 데이터를 사용한 언론사 중 일부는 뉴욕 타임스, 알자지라, 가디언 등이다. 이 프로젝트는 러시아 당국의 인권 침해에 대한 보고서를 발표한다. 2018-2019년에는 러시아 도시의 집회 금지 주제에 대한 보고서가 발행되었다.

## 운영 및 자금 조달
2023년 6월 현재 OVD-Info는 약 7,000명의 자원봉사자를 이끌고 있으며, 직원의 수는 공개되지 않았다. OVD-Info는 정치적 입장을 표명하여 행정적 또는 형사적 기소에 처한 사람들에게 지원을 제공한다. 이 프로젝트는 시민 사회의 발전과 러시아의 탄압 종식을 목표로 하며, 주로 풀뿌리 기부에 의존하여 운영된다.
2013년부터 2022년까지 노벨상을 수상한 메모리알 인권 센터는 OVD-Info의 인프라 파트너 역할을 했다. 2015년부터 현재까지 이 프로젝트는 풀뿌리 기부 기반을 적극적으로 개발해 왔다. 러시아 은행인 틴코프, 알파 은행 및 VTB 24는 OVD-Info에 대한 기부 처리를 거부했다.
2018년
OVD-Info는 1,980만 루블 이상을 유치했으며, 이 중 약 566만 루블은 크라우드펀딩을 통해 모금되었다.
2019년
5,950만 루블이 모금되었으며, 이 중 64%가 개인 기부금이었다.
2020년
개인 기부금은 OVD-Info 전체 재정의 67%를 차지했다. 총 6,700만 루블이 모금되었다.
2021년
프로젝트에 대한 개인 기부금은 거의 6배 증가했다. 2월에만 OVD-Info는 5,700만 루블 상당의 58,000건의 기부를 받았다. 총 2021년 말까지 프로젝트는 1만 9천 명의 정기 기부자들로부터 지원을 받았으며, 2021년에는 2억 4,750만 루블의 개인 기부금을 모금했다.
2023년
매달 약 1만 4천에서 1만 7천 명이 프로젝트를 지원하고 있다.

## 수상
2019년 7월: 레트콜레기아.
2020년: Lew-Kopelew-Preis.
2021년: 올해의 시민권 수호자. OVD-Info의 운영 코디네이터인 레오니드 드랍킨(러시아어: Леонид Драбкин)은 사회 활동 부문에서 포브스 30 언더 30 목록의 수상자로 선정되었다.